# Forcipomyia claris
Forcipomyia claris är en tvåvingeart som beskrevs av Yu 2001. Forcipomyia claris ingår i släktet Forcipomyia och familjen svidknott. Inga underarter finns listade i Catalogue of Life.